# Rosa californica
Rosa californica es una especie de arbusto de la familia de las rosáceas. Es originaria de California y Oregón y norte de Baja California, México. Se encuentra en regiones áridas como el chaparral y las colinas de Sierra Nevada, donde puede sobrevivir a la sequía, a pesar de que crece en abundancia en suelos húmedos cerca de las fuentes de agua.

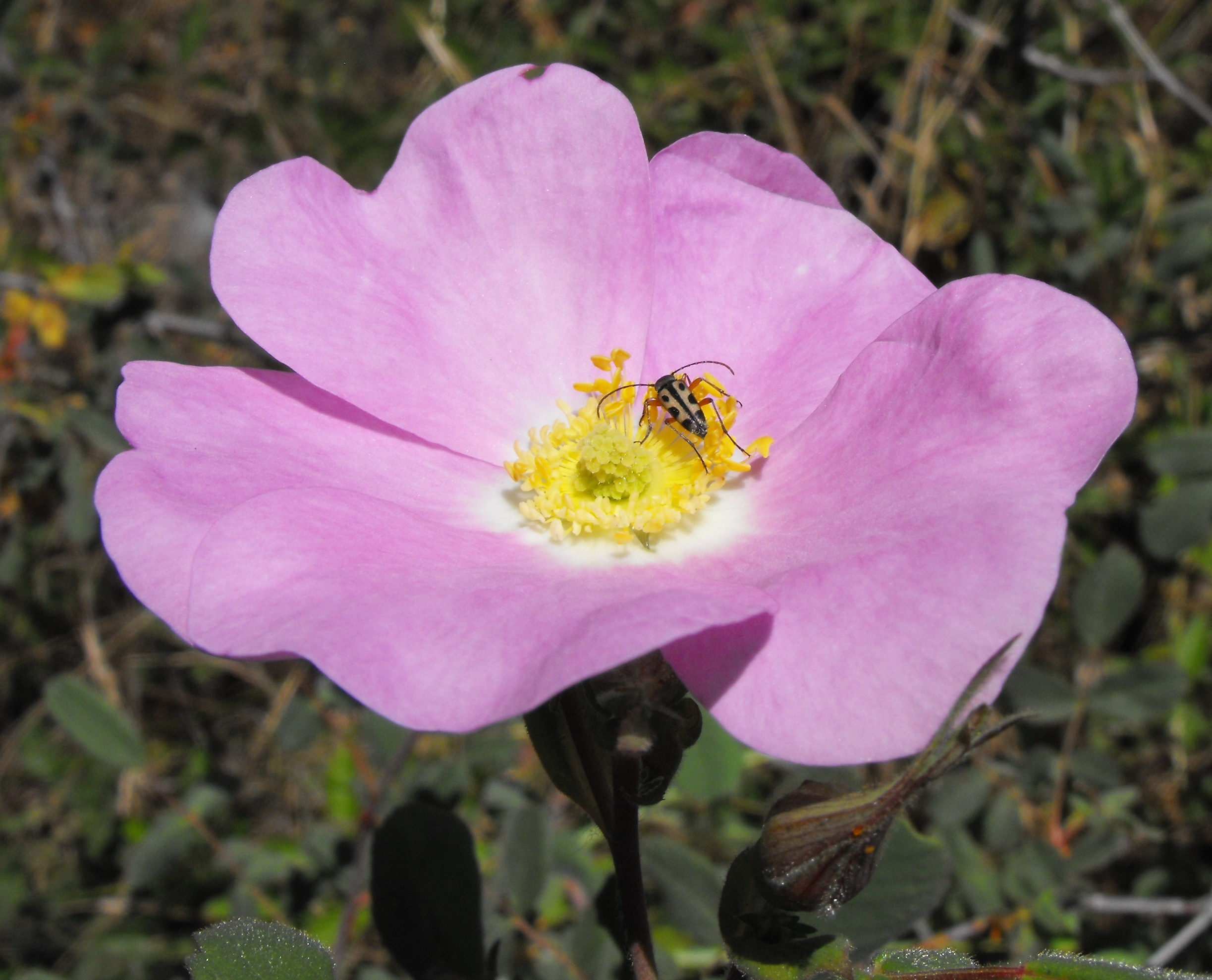
Detalle de la flor

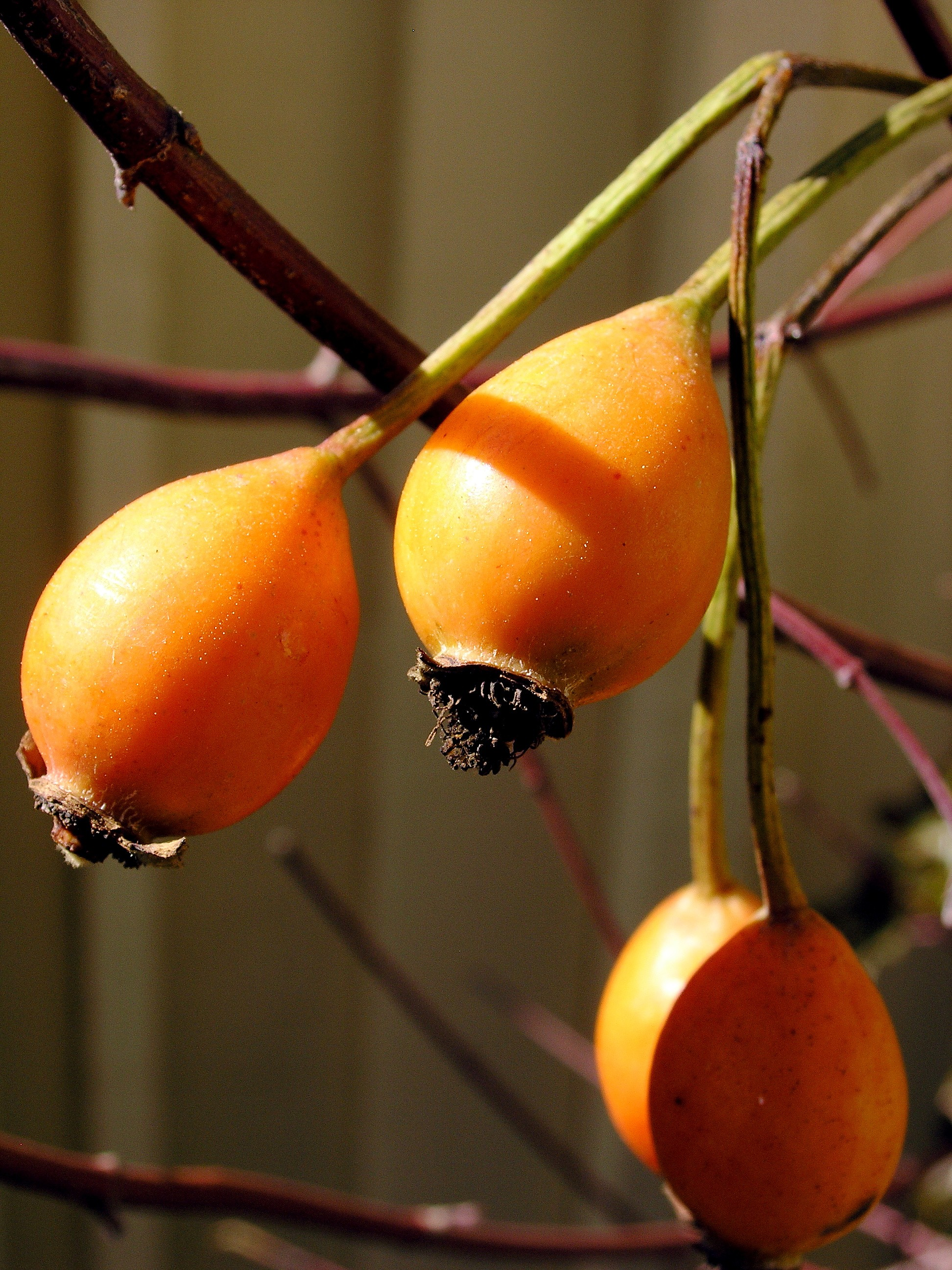
Escaramujo

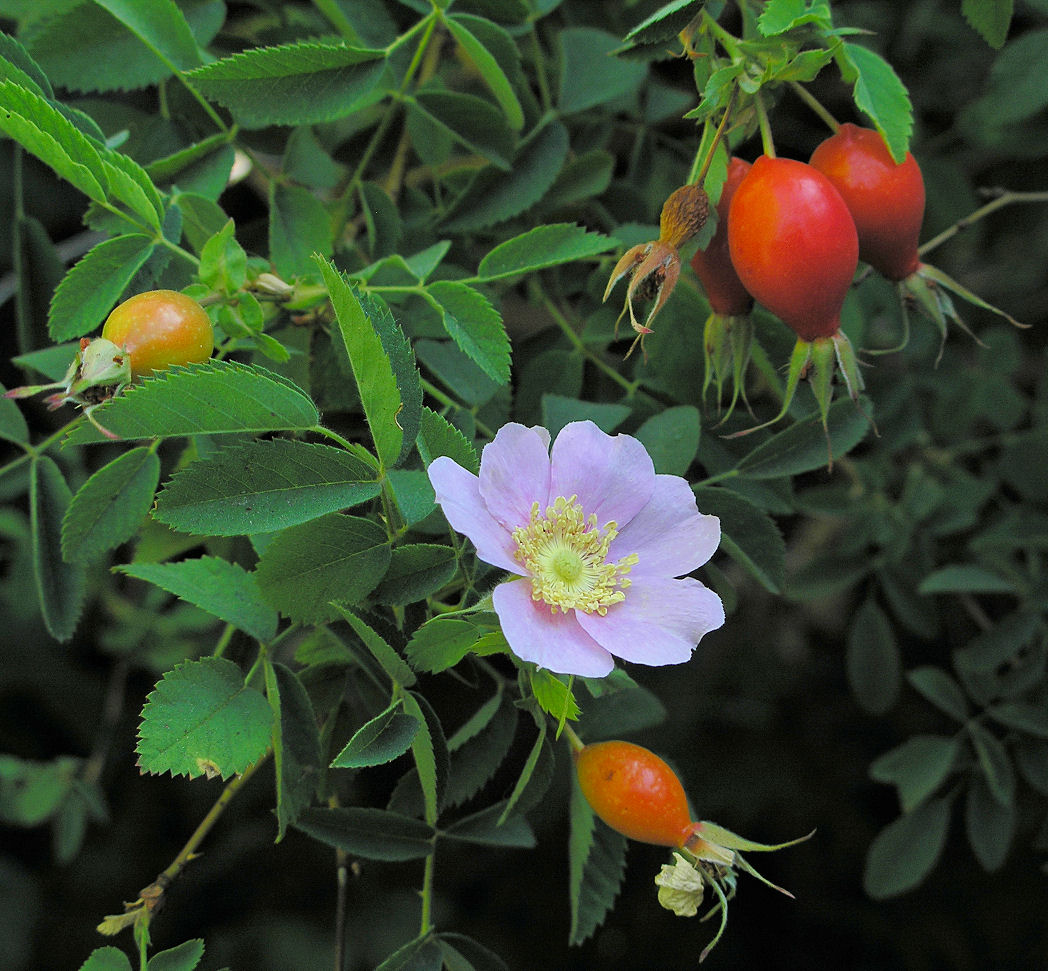
Vista de la planta

## Descripción
Rosa californica es un arbusto que forma matorral con tallos espinosos y curvos. Las fragantes flores pueden crecer solitarias o en inflorescencias de varias flores. Cada rosa está abierta de cara y plana en general, con cinco pétalos en cualquier tono de color rosa de casi blanco a magenta profundo. Produce típicos escaramujos que contienen semillas de color amarillo.

## Cultivo
Rosa californica se usa en California en jardines nativos y jardines de su hábitat, formando colonias, y es la atracción de la fauna silvestre con las brillantes flores rosa en otoño.

## Usos
Los escaramujos se utilizaron durante la Segunda Guerra Mundial por su alto contenido en vitaminas, mayormente vitamina C. Se secan para el té, o para su uso en gelatinas y salsas. Los Cahuilla comían las yemas de la rosa crudas o empapadas en agua. Un té también se hizo a partir de las raíces, y se utiliza para los resfriados. Debido a que los escaramujos permanecen en la planta durante todo el invierno, proporcionan alimento para la fauna durante la época cuando el forraje es escaso.

## Taxonomía
Rosa californica fue descrita por Cham. & Schltdl. y publicado en Linnaea 2(1): 35–36. 1827.
Etimología
Rosa: nombre genérico que proviene directamente y sin cambios del latín rosa que deriva a su vez del griego antiguo rhódon,, con el significado que conocemos: «la rosa» o «la flor del rosal».
Californica: epíteto geográfico que alude a su localización en California.
Variedades
- Rosa californica f. nana (Bean) Rehder
- Rosa californica var. nana Bean
- Rosa californica var. ultramontana S.Watson

Sinonimia
- Rosa aldersonii Greene
- Rosa spithamea A.Gray[7]